# Yen
Lo yen (円?, en) è la valuta utilizzata in Giappone. In giapponese si pronuncia «en», mentre la pronuncia «yen» è quella comunemente usata in italiano e altre lingue occidentali. I codici ISO 4217 per lo yen sono JPY e 392. Il simbolo latinizzato è ¥, mentre in giapponese si usa il kanji 円. Quest'ultima è la notazione più comunemente usata nel mercato interno giapponese per indicare i prezzi di beni e servizi. Nella lettura e conversione della valuta, va inoltre tenuto strettamente presente che in Giappone viene usata la virgola (,) come marcatore per le migliaia, mentre il punto (.) viene usato come separatore decimale. Quando si indica una grande quantità di yen, per esempio il valore di acquisto di una casa o di un'automobile, è consuetudine in Giappone esprimere la cifra in modo compatto utilizzando le decine di migliaia «man» (万, che significa «dieci mila»), pertanto, ad esempio, «10 000 000 yen» per i giapponesi diventano «1,000 万円» ovvero «1 000 man yen», pronunciato «sen man en». 
Lo yen fu introdotto dal governo Meiji nel 1872 in un sistema monetario simile a quello europeo; lo yen sostituì il sistema monetario eccessivamente complesso del periodo di Edo. La nuova legge monetaria del 1871 introdusse un sistema di suddivisione decimale; la valuta viene così suddivisa: yen (1, 圓), sen (1/100, 錢), e rin (1/1 000, 厘). Le monete diventano rotonde e di metallo come in occidente. (Il sen e il rin furono ritirati dalla circolazione nel 1954). Lo yen è legalmente definito come 0,8667 troy once (26,956 g) di argento. La legge ha inoltre spostato il sistema valutario Giapponese nel sistema aureo.
Lo yen è stato ancorato al dollaro: 1 dollaro statunitense = 360 yen dal 25 aprile 1949, fino al 1971 data in cui gli accordi di Bretton Woods furono risolti e il valore dello yen cominciò a fluttuare. A partire dal settembre 2011 servono circa 76 yen per acquistare un dollaro statunitense, circa 103 yen per un euro e circa 117 yen per una sterlina inglese. Dopo gli accordi del Plaza del 1985 lo yen si apprezzò sul dollaro.
La valuta è diventata una moneta spazzatura a causa del forte calo del suo valore dal 2022. Questo ha reso impossibile cambiare la valuta in yen giapponesi presso alcuni uffici di cambio. Si prevede un ulteriore deprezzamento dello yen in futuro. La previsione del Nikkei si è avverata e si sono verificati ulteriori cali, con lo yen che ha raggiunto il livello più basso degli ultimi 34 anni nel marzo 2024.
In origine lo yen fu scritto nello stesso modo dello yuan cinese (圓 pinyin yuan2). Nel giapponese scritto moderno si usa il carattere (円), che è differente da quello usato nel Cinese semplificato (元). Il simbolo latino dello yen è tuttavia identico a quello usato dallo yuan, anche se in Cina si tende a usare una barra trasversale anziché due.
Il vocabolo En (円?) letteralmente significa «oggetto rotondo» in giapponese (lo stesso significato ha la parola yuan in cinese).
L'ortografia e la pronuncia con la lettera «y» sono dovute alla romanizzazione di una forma di scrittura obsoleta. La stessa combinazione si presenta nelle parole Uyeda, Iyeyasu e Inouye. Come è accaduto per l'ortografia dei nomi propri, fuori dalla Cina, la traduzione di yen è divenuta permanente.
Sono in circolazione i seguenti tagli: le monete da 1, 5, 10, 50, 100, e 500 yen; e le banconote da 1 000, 2 000, 5 000 e 10 000 yen.
In varie occasioni delle monete speciali sono coniate usando oro e argento e sono prezzate con i vari valori nominali. Anche se possono essere usate, non circolano ma vengono tesaurizzate.
Il 1º novembre 2004 la Banca centrale giapponese introdusse delle nuove banconote. Quella da 10 000 yen che misura 76 mm × 160 mm nella quale è raffigurato Fukuzawa Yukichi. Quella da 5 000 yen che misura 76 mm × 150 mm con raffigurata Ichiyō Higuchi. Quella da 1 000 yen, con le misure invariate rispetto a quella che uscì dal corso (76 mm × 150 mm), nella quale è impresso Hideyo Noguchi. Questo rinnovamento fu il seguito di quello del 19 luglio 2000, nel quale furono introdotti i nuovi 2 000 yen (76 mm × 154 mm) che sostituirono la vecchia banconota entrata in circolazione il 1º novembre 1984.
Il 1º novembre 2021 è iniziata l'emissione delle terza serie della moneta da 500 yen; si tratta di una moneta bimetallica che utilizza la stessa struttura utilizzata per quella da 2 euro, ossia le vecchie 500 lire italiane. Esistono quindi due diverse serie di monete da 500 yen coniate nel 2021 (Reiwa 3): la vecchia serie in ottone nichelato e la nuova serie bimetallica. Si tratta della prima volta in Giappone in cui sono stati emessi due diversi tipi di monete con lo stesso valore nominale e lo stesso anno dopo le monete da cinque yen con iscrizione "Showa 24" monete in ottone non perforate e monete in ottone con scrittura regolare perforata.

## Monete attuali
| Valore | Immagine | Parametri tecnici | Parametri tecnici | Parametri tecnici | Parametri tecnici                                                                        | Descrizione             | Descrizione                                                         | Descrizione                                  | Anno del primo conio |
| Valore | Immagine | Diametro          | Spessore          | Massa             | Composizione                                                                             | Bordo                   | Fronte                                                              | Retro                                        | Anno del primo conio |
| ------ | -------- | ----------------- | ----------------- | ----------------- | ---------------------------------------------------------------------------------------- | ----------------------- | ------------------------------------------------------------------- | -------------------------------------------- | -------------------- |
| ¥ 1    |          | 20 mm             | 1,5 mm            | 1 g               | 100% alluminio                                                                           | Liscio                  | Germoglio, Nihon-koku (日本国? nome ufficiale del Giappone), valore | Valore, anno di conio                        | 1955                 |
| ¥ 5    |          | 22 mm             | 1,5 mm            | 3,75 g            | 60–70% rame 30–40% zinco                                                                 | Liscio                  | Spiga di riso, ingranaggio, acqua, valore                           | Nihon-koku, anno di conio                    | 1959                 |
| ¥ 10   |          | 23,5 mm           | 1,5 mm            | 4,5 g             | 95% rame 3–4% zinco 1–2% stagno                                                          | Smerlato                | Padiglione della Fenice del Tempio Byōdō-in, Nihon-koku, valore     | Corona di sempreverde, valore, anno di conio | 1951 (rara)          |
| ¥ 10   | Liscio   | 23,5 mm           | 1,5 mm            | 4,5 g             | 95% rame 3–4% zinco 1–2% stagno                                                          | 1959                    | Padiglione della Fenice del Tempio Byōdō-in, Nihon-koku, valore     | Corona di sempreverde, valore, anno di conio |                      |
| ¥ 50   |          | 21 mm             | 1,7 mm            | 4 g               | 75% rame 25% nichel                                                                      | Smerlato                | Crisantemo, Nihon-koku, valore                                      | Valore, anno di conio                        | 1967                 |
| ¥ 100  |          | 22,6 mm           | 1,7 mm            | 4,8 g             | 75% rame 25% nichel                                                                      | Smerlato                | Fiori di ciliegio, Nihon-koku, valore                               | Valore, anno di conio                        | 1967                 |
| ¥ 500  |          | 26,5 mm           | 2 mm              | 7 g               | 72% rame 20% zinco 8% nichel                                                             | Smerlato obliquamente   | Paulownia, Nihon-koku, valore                                       | Bambù, mandarino, valore, anno di conio      | 2000                 |
| ¥ 500  |          | 26,5 mm           | 1,81 mm           | 7,1 g             | Bordo esterno: ottone nichelato Interno: cupronichel (75% rame 12,5% zinco 12,5% nichel) | Smerlato elicoidalmente | Paulownia, Nihon-koku, valore                                       | Bambù, mandarino, valore, anno di conio      | 2021                 |

## Banconote attuali
Le banconote attualmente utilizzate fanno parte delle Serie D  dell'anno 2000 (¥ 2 000), della Serie E del 2004 (¥ 1 000, ¥ 5 000, e ¥ 10 000) e della Serie F (¥ 1 000, ¥ 5 000, e ¥ 10 000) del 2024.
La Serie F è destinata a sostituire la precedente Serie E nel corso dei prossimi anni.
| Valore   | Immagine | Immagine | Dimensione  | Colore       | Disegno              | Disegno                                                                    | Data di emissione |
| Valore   | Fronte   | Retro    | Dimensione  | Colore       | Fronte               | Retro                                                                      | Data di emissione |
| Serie F  | Serie F  | Serie F  | Serie F     | Serie F      | Serie F              | Serie F                                                                    | Serie F           |
| -------- | -------- | -------- | ----------- | ------------ | -------------------- | -------------------------------------------------------------------------- | ----------------- |
| ¥ 1 000  |          |          | 150 × 76 mm | Blu          | Kitasato Shibasaburo | La grande onda di Kanagawa (da Trentasei vedute del Monte Fuji di Hokusai) | 3 luglio 2024     |
| ¥ 5 000  |          |          | 156 × 76 mm | Viola chiaro | Umeko Tsuda          | Fiori di Wisteria                                                          | 3 luglio 2024     |
| ¥ 10 000 |          |          | 160 × 76 mm | Marrone      | Shibusawa Eiichi     | Stazione di Tokyo (lato Marunouchi)                                        | 3 luglio 2024     |
| Serie E  |          |          |             |              |                      |                                                                            |                   |
| ¥ 1 000  |          |          | 150 × 76 mm | Blu          | Hideyo Noguchi       | Fuji, Lago Motosu e fiori di ciliegio                                      | 1 novembre 2004   |
| ¥ 5 000  |          |          | 156 × 76 mm | Viola chiaro | Ichiyō Higuchi       | Kakitsubata-zu (Paravento Iris di Ogata Kōrin)                             | 1 novembre 2004   |
| ¥ 10 000 |          |          | 160 × 76 mm | Marrone      | Fukuzawa Yukichi     | Statua di Fenghuang dal Tempio Byōdō-in                                    | 1 novembre 2004   |
| Serie D  |          |          |             |              |                      |                                                                            |                   |
| ¥ 2 000  |          |          | 154 × 76 mm | Verde        | Shureimon            | Genji monogatari e ritratto di Murasaki Shikibu                            | 19 luglio 2000    |

## Alcuni valori dei tassi di cambio nel tempo

Cambio yen-dollaro statunitense dal 1950.

La tabella seguente indica il valore del cambio tra yen e dollaro statunitense.
| Anno      | Mese   | Mese   | Mese   | Mese   | Mese   | Mese   | Mese   | Mese   | Mese   | Mese   | Mese   | Mese   |
| Anno      | Gen    | Feb    | Mar    | Apr    | Mag    | Giu    | Lug    | Ago    | Set    | Ott    | Nov    | Dic    |
| --------- | ------ | ------ | ------ | ------ | ------ | ------ | ------ | ------ | ------ | ------ | ------ | ------ |
| 1949–1971 | 360    | 360    | 360    | 360    | 360    | 360    | 360    | 360    | 360    | 360    | 360    | 360    |
| 1972      | 308    | 308    | 308    | 308    | 308    | 308    | 308    | 308    | 308    | 308    | 308    | 308    |
| 1973      | 301.15 | 270.00 | 265.83 | 265.50 | 264.95 | 265.30 | 263.45 | 265.30 | 265.70 | 266.68 | 279.00 | 280.00 |
| 1974      | 299.00 | 287.60 | 276.00 | 279.75 | 281.90 | 284.10 | 297.80 | 302.70 | 298.50 | 299.85 | 300.10 | 300.95 |
| 1975      | 297.85 | 286.60 | 293.80 | 293.30 | 291.35 | 296.35 | 297.35 | 297.90 | 302.70 | 301.80 | 303.00 | 305.15 |
| 1976      | 303.70 | 302.25 | 299.70 | 299.40 | 299.95 | 297.40 | 293.40 | 288.76 | 287.30 | 293.70 | 296.45 | 293.00 |
| 1977      | 288.25 | 283.25 | 277.30 | 277.50 | 277.30 | 266.50 | 266.30 | 267.43 | 264.50 | 250.65 | 244.20 | 240.00 |
| 1978      | 241.74 | 238.83 | 223.40 | 223.90 | 223.15 | 204.50 | 190.80 | 190.00 | 189.15 | 176.05 | 197.80 | 195.10 |
| 1979      | 201.40 | 202.35 | 209.30 | 219.15 | 219.70 | 217.00 | 216.90 | 220.05 | 223.45 | 237.80 | 249.50 | 239.90 |
| 1980      | 237.73 | 244.07 | 248.61 | 251.45 | 228.06 | 218.11 | 220.91 | 224.34 | 214.95 | 209.21 | 212.99 | 209.79 |
| 1981      | 202.19 | 205.76 | 208.84 | 215.07 | 220.78 | 224.21 | 232.11 | 233.62 | 229.83 | 231.40 | 223.76 | 219.02 |
| 1982      | 224.55 | 235.25 | 240.64 | 244.90 | 236.97 | 251.11 | 255.10 | 258.67 | 262.74 | 271.33 | 265.02 | 242.49 |
| 1983      | 232.90 | 236.27 | 237.92 | 237.70 | 234.78 | 240.06 | 240.49 | 244.36 | 242.71 | 233.00 | 235.25 | 234.34 |
| 1984      | 233.95 | 233.67 | 225.52 | 224.95 | 230.67 | 233.29 | 242.72 | 242.24 | 245.19 | 246.89 | 243.29 | 247.96 |
| 1985      | 254.11 | 260.34 | 258.43 | 251.67 | 251.57 | 248.95 | 241.70 | 237.20 | 236.91 | 214.84 | 203.85 | 202.75 |
| 1986      | 200.05 | 184.62 | 178.83 | 175.56 | 166.89 | 167.82 | 158.65 | 154.11 | 154.78 | 156.04 | 162.72 | 162.13 |
| 1987      | 154.48 | 153.49 | 151.56 | 142.96 | 140.47 | 144.52 | 150.20 | 147.57 | 143.03 | 143.48 | 135.25 | 128.25 |
| 1988      | 127.44 | 129.26 | 127.23 | 124.88 | 124.74 | 127.20 | 133.10 | 133.63 | 134.45 | 128.85 | 123.16 | 123.63 |
| 1989      | 127.24 | 127.77 | 130.35 | 132.01 | 138.40 | 143.92 | 140.63 | 141.20 | 145.06 | 141.99 | 143.55 | 143.62 |
| 1990      | 145.09 | 145.54 | 153.19 | 158.50 | 153.52 | 153.78 | 149.23 | 147.46 | 138.96 | 129.73 | 129.01 | 133.72 |
| 1991      | 133.65 | 130.44 | 137.09 | 137.15 | 138.02 | 139.83 | 137.98 | 136.85 | 134.59 | 130.81 | 129.64 | 128.07 |
| 1992      | 125.05 | 127.53 | 132.75 | 133.59 | 130.55 | 126.90 | 125.66 | 126.34 | 122.72 | 121.14 | 123.84 | 123.98 |
| 1993      | 125.02 | 120.97 | 117.02 | 112.37 | 110.23 | 107.29 | 107.77 | 103.72 | 105.27 | 106.94 | 107.81 | 109.72 |
| 1994      | 111.49 | 106.14 | 105.12 | 103.48 | 104.00 | 102.69 | 98.54  | 99.86  | 98.79  | 98.40  | 98.00  | 100.17 |
| 1995      | 99.79  | 98.23  | 90.77  | 83.53  | 85.21  | 84.54  | 87.24  | 94.56  | 100.31 | 100.68 | 101.89 | 101.86 |
| 1996      | 105.81 | 105.70 | 105.85 | 107.40 | 106.49 | 108.82 | 109.25 | 107.84 | 109.76 | 112.30 | 112.27 | 113.74 |
| 1997      | 118.18 | 123.01 | 122.66 | 125.47 | 118.91 | 114.31 | 115.10 | 117.89 | 120.74 | 121.13 | 125.35 | 129.52 |
| 1998      | 129.45 | 125.85 | 128.83 | 131.81 | 135.08 | 140.35 | 140.66 | 144.76 | 134.50 | 121.33 | 120.61 | 117.40 |
| 1999      | 113.14 | 116.73 | 119.71 | 119.66 | 122.14 | 120.81 | 119.76 | 113.30 | 107.45 | 106.00 | 104.83 | 102.61 |
| 2000      | 105.21 | 109.34 | 106.62 | 105.35 | 108.13 | 106.13 | 107.90 | 108.02 | 106.75 | 108.34 | 108.87 | 112.21 |
| 2001      | 117.10 | 116.10 | 121.21 | 123.77 | 121.83 | 122.19 | 124.63 | 121.53 | 118.91 | 121.32 | 122.33 | 127.32 |
| 2002      | 132.66 | 133.53 | 131.15 | 131.01 | 126.39 | 123.44 | 118.08 | 119.03 | 120.49 | 123.88 | 121.54 | 122.17 |
| 2003      | 118.67 | 119.29 | 118.49 | 119.82 | 117.26 | 118.27 | 118.65 | 118.81 | 115.09 | 109.58 | 109.18 | 107.87 |
| 2004      | 106.39 | 106.54 | 108.57 | 107.31 | 112.27 | 109.45 | 109.34 | 110.41 | 110.05 | 108.90 | 104.86 | 103.82 |
| 2005      | 103.27 | 104.84 | 105.30 | 107.35 | 106.94 | 108.62 | 111.94 | 110.65 | 111.03 | 114.84 | 118.45 | 118.60 |
| 2006      | 115.33 | 117.81 | 117.31 | 117.13 | 111.53 | 114.57 | 115.59 | 115.86 | 117.02 | 118.59 | 117.33 | 117.26 |
| 2007      | 120.59 | 120.49 | 117.29 | 118.81 | 120.77 | 122.64 | 121.56 | 116.74 | 115.01 | 115.77 | 111.24 | 112.28 |
| 2008      | 107.60 | 107.18 | 100.83 | 102.41 | 104.11 | 106.86 | 106.76 | 109.24 | 106.71 | 100.20 | 96.89  | 91.21  |
| 2009      | 90.35  | 92.53  | 97.83  | 98.92  | 96.43  | 96.58  | 94.49  | 94.90  | 91.40  | 90.28  | 89.11  | 89.52  |
| 2010      | 91.26  | 90.28  | 90.56  | 93.43  | 91.79  | 90.89  | 87.67  | 85.44  | 84.31  | 81.80  | 82.43  | 83.38  |
| 2011      | 82.63  | 82.52  | 81.82  | 83.34  | 81.23  | 80.49  | 79.44  | 77.09  | 76.78  | 76.72  | 77.50  | 77.81  |
| 2012      | 76.94  | 78.47  | 82.37  | 81.42  | 79.70  | 79.27  | 78.96  | 78.68  | 78.17  | 78.97  | 80.92  | 83.60  |
| 2013      | 89.15  | 93.07  | 94.73  | 97.74  | 101.01 | 97.52  | 99.66  | 97.83  | 99.30  | 97.73  | 100.04 | 103.42 |
| 2014      | 103.94 | 102.02 | 102.30 | 102.54 | 101.78 | 102.05 | 101.73 | 102.95 | 107.16 | 108.03 | 116.24 | 119.29 |
| 2015      | 118.25 | 118.59 | 120.37 | 119.57 | 120.82 | 123.7  | 123.31 | 123.17 | 120.13 | 119.99 | 122.58 | 121.78 |
| 2016      | 118.18 | 115.01 | 113.05 | 109.72 | 109.24 | 105.44 | 103.97 | 101.28 | 101.99 | 103.81 | 108.33 | 116.01 |
| 2017      | 114.69 | 113.13 | 113.02 | 110.08 | 112.24 | 110.89 | 112.50 | 109.90 | 110.67 | 112.94 | 112.89 | 112.96 |
| 2018      | 110.74 | 107.90 | 106.01 | 107.49 | 109.74 | 110.02 | 111.41 | 111.06 | 111.91 | 112.81 | 113.36 | 112.38 |
| 2019      | 108.97 | 110.36 | 111.22 | 111.63 | 109.76 | 108.07 | 108.23 | 106.34 | 107.40 | 108.12 | 108.88 | 109.18 |
| 2020      | 109.38 | 109.96 | 107.67 | 107.83 | 107.23 | 107.64 | 106.76 | 106.00 | 105.61 | 105.21 | 104.30 | 103.75 |
| 2021      | 103.79 | 105.44 | 108.81 | 109.10 | 109.17 | 110.12 | 110.26 | 109.85 | 110.15 | 113.14 | 113.99 | 113.84 |
| 2022      | 114.84 | 115.24 | 118.67 | 126.31 | 128.82 | 134.10 | 136.64 | 135.68 | 143.05 | 146.61 | 142.98 | 135.19 |
| 2023      | 130.57 | 132.46 | 133.87 |        |        |        |        |        |        |        |        |        |
| Anno      | Gen    | Feb    | Mar    | Apr    | Mag    | Giu    | Lug    | Ago    | Set    | Ott    | Nov    | Dec    |
| Anno      | Mese   |        |        |        |        |        |        |        |        |        |        |        |